# Laleonectes nipponensis
Laleonectes nipponensis is een krabbensoort uit de familie van de Portunidae. De wetenschappelijke naam van de soort is voor het eerst geldig gepubliceerd in 1938 door Sakai.